# (57802) 2001 VO108
2001 في أو 108 (ويعرف أيضًا باسم (57802) 2001 في أو 108 وفق تسمية الكوكب الصغير) (بالإنجليزية: 2001 VO108)‏ هو كويكب ضمن حزام الكويكبات؛ وترتيبه 57802 من حيث الاكتشاف.
اكتُشف هذا الجُرم الفلكي بواسطة بحث لنكولن عن الكويكبات القريبة من الأرض في 12 نوفمبر 2001.

## وصلات خارجية
- (57802) 2001 VO108 في قاعدة بيانات مختبر الدفع النفاث لأجرام النظام الشمسي الصغيرة

- الاكتشاف · مخطط المدار ·  العناصر المدارية · المعلمات المادية

- (57802) 2001 VO108 على موقع ويكي سكاي: DSS2, SDSS, GALEX, IRAS, Hydrogen α, X-Ray, Astrophoto, Sky Map, Articles and images